# Józef Falęcki
Józef Falęcki (ur. 2 marca 1829 w Sanoczku, zm. 28 kwietnia 1879 w Krakowie) – polski lekarz, doktor wszech nauk lekarskich.

## Życiorys
Urodził się 2 marca 1829 w Sanoczku. Był synem Wincentego i Marii z domu Hanowskiej. Będąc słuchaczem studiów filozoficznych na Uniwersytecie Lwowskim przyłączył się do Wiosny Ludów. Potem odbył kampanię węgierską. Następnie wcielony do Armii Cesarstwa Austriackiego. Po otrzymaniu z wojska urlopu na czas nieograniczony podjął studia na Uniwersytecie Jagiellońskim, gdzie 5 lipca 1857 uzyskał dyplom doktora medycyny. Uchodził za jednego z najzdolniejszych uczniów prof. Józefa Dietla, a potem za cenionego lekarza. Objął posadę adiunkta w klinice lekarskiej, którą piastował przez cztery lata, a w drugiej fazie tego okresu zastępował też profesora w prowadzeniu wykładów. Od 1859 w porze letniej ordynował w uzdrowisku w Krynicy. Zorganizował tam dla chorych zakład dla ćwiczeń gimnastycznych. Zimą bywał w Krakowie, praktykując jako lekarz i pisząc prace naukowe. W trakcie powstania styczniowego 1863 udzielał pomocy rannym. Był jednym z założycieli Towarzystwa Lekarskiego Krakowskiego, od 1862 do 1868 współpracownikiem krakowskiego czasopisma branżowego „Przegląd Lekarski”, gdzie publikował swoje prace.
W 1868 opuścił Kraków i Krynicę przenosząc się na obszar Królestwa. Od tego czasu nie udzielał się już na polu pracy naukowej. Od 1873 dotknięty ciężką chorobą układu nerwowego, dotknięty porażeniem. Od jesieni 1877 był żonaty z Marią Sierakowską. Do końca życia zamieszkiwał w Krakowie przy ulicy Gołębiej 188. Zmarł 21 kwietnia 1879 w Krakowie. Został pochowany 30 kwietnia 1879.

## Publikacje
- O gimnastyce higienicznej i lekarskiej (1863)[1]
- Szkic semiotyki uroskopijnej (1865)[1]
- liczne artykuły w „Przeglądzie Lekarskim”[1]